# المجلس الوطني لحقوق الإنسان (المغرب)
المجلس الوطني لحقوق الإنسان هي مؤسسة وطنية لحماية حقوق الإنسان والنهوض بها، تأسست في عام 1990 بوصفها المجلس الاستشاري لحقوق الإنسان، بعد تأسيسها تم تعديل القانون في عام 2001 ليتفق مع مبادئ باريس، ومرة أخرى تم التعديل في سياساتها في عام 2011، بمنح المؤسسة المزيد من الصلاحيات خاصة في جعلها أكثر استقلالية كما تم منحها صلاحيات واسعة لحماية وتعزيز حقوق الإنسان في المغرب وكذلك تعزيز المبادئ والقيم الديمقراطية.’’.
المجلس الوطني لحقوق الإنسان في المغرب يعتمد بالأساس على المؤسسات الوطنية التابعة للجنة التنسيق الدولية (ICC)، أي في الامتثال الكامل لمبادئ باريس (المعايير الدولية التي اعتمدتها الجمعية العامة للأمم المتحدة في عام 1993 في إطار عمل المؤسسات الوطنية لحقوق الإنسان على نطاق واسع باعتبارها مصدر الشرعية والمصداقية). أما وظيفة المؤسسة فهي رسم تقارير سنوية عن حالة حقوق الإنسان أو إصدار التقارير الخاصة برصد أماكن الحرمان من الحرية، كما تعمل على معالجة الشكاوى والتحقيق في انتهاكات حقوق الإنسان، بالإضافة إلى المشورة بشأن مواءمة التشريعات الوطنية مع الاتفاقيات الدولية لحقوق الإنسان كما تجري دراسات وقضايا الفتاوى ومذكرات بشأن المسائل المتصلة بحقوق الإنسان وما إلى ذلك.

## تشكيلة المجلس

### اللجان الدائمة بالمجلس
طبقا لمقتضيات المادة 50 من الظهير الشريف رقم 1.18.17 الصادر في 22 فبراير 2018، بتنفيذ القانون رقم 76.15 المتعلق بإعادة تنظيم المجلس الوطني لحقوق الإنسان، يشكل المجلس لجانا دائمة. ويحدد القانون الداخلي للمجلس اللجان الدائمة المحدثة لديه على الشكل التالي:
1. اللجنة الدائمة المكلفة برصد انتهاكات حقوق الإنسان وحمايتها.[6]
2. اللجنة الدائمة المكلفة بتقييم وتتبع فعلية حقوق الإنسان في السياسات العمومية وملاءمة التشريعات.[7]
3. اللجنة الدائمة المكلفة بالنهوض بثقافة حقوق الإنسان وتعزيز البناء الديمقراطي.[8]
4. اللجنة الدائمة المكلفة بتنمية العلاقات الدولية والشراكات والتعاون.[9]
5. اللجنة الدائمة المكلفة بالمناصفة وعدم التمييز والأجيال الجديدة لحقوق الإنسان.[10]

### اللجان الجهوية لحقوق الإنسان
يتكون المجلس من 12 لجنة جهوية لحقوق الإنسان تغطي التراب الوطني:
- اللجنة الجهوية لحقوق الإنسان بجهة بني ملال-خنيفرة
- اللجنة الجهوية لحقوق الإنسان بجهة الدار البيضاء-سطات
- اللجنة الجهوية لحقوق الإنسان بجهة الداخلة-وادي الذهب
- اللجنة الجهوية لحقوق الإنسان بجهة درعة-تافيلالت
- اللجنة الجهوية لحقوق الإنسان بجهة فاس-مكناس
- اللجنة الجهوية لحقوق الإنسان بجهة كلميم-واد نون
- اللجنة الجهوية لحقوق الإنسان بجهة العيون-الساقية الحمراء
- اللجنة الجهوية لحقوق الإنسان بجهة الشرق
- اللجنة الجهوية لحقوق الإنسان بجهة الرباط-سلا-القنيطرة
- اللجنة الجهوية لحقوق الإنسان بجهة طنجة-تطوان-الحسيمة
- اللجنة الجهوية لحقوق الإنسان بجهة مراكش-آسفي
- اللجنة الجهوية لحقوق الإنسان بجهة سوس-ماسة

يتضمن المجلس 13 من اللجان الإقليمية لحقوق الإنسان والتي أنشئت بهدف رصد أوضاع حقوق الإنسان في مناطق مختلفة من المغرب. هذه اللجان يمكن أن تتلقى وتعالج الشكاوى كما من شأنها التحقيق في انتهاكات حقوق الإنسان. هذا بالإضافة إلى تنفيذ برامج ومشاريع المجلس من أجل تعزيز حقوق الإنسان، بالتعاون مع أصحاب المصلحة المحليين.
للمجلس الوطني لحقوق الإنسان أيضا مهمة تعزيز القانون الإنساني الدولي، حيث يساهم في التدريب والتوعية وتطوير التعاون والشراكات مع اللجنة الدولية للصليب الأحمر وجميع الهيئات المعنية من قبل القانون الإنساني الدولي.
يمكن للمجلس الوطني لحقوق الإنسان في المغرب أيضا متابعة تنفيذ الاتفاقيات الدولية التي يكون المغرب طرفا فيها وتوصيات هيئات المعاهدات.
بموجب القانون 76.15 المتعلق بإعادة تنظيمه، توسعت اختصاصات المجلس الوطني لحقوق الإنسان في مجال حماية حقوق الإنسان، إذ باتت ولاية المجلس الوطني تمتاز، مقارنة مع اختصاصات الصيغ السابقة للمجلس، باحتضان ثلاث آليات وطنية لحماية حقوق الإنسان حيث أصبح يتوفر على منظومة حمائية متكاملة.
وتتمثل هذه الاختصاصات أساسا في:
- رصد ومراقبة وتتبع أوضاع حقوق الإنسان على الصعيدين الوطني والجهوي.
- إجراء التحقيقات والتحريات اللازمة بشأن انتهاكات حقوق الإنسان وإنجاز تقارير تتضمن خلاصات ما قام به، ويتولى توجيه هذه التقارير إلى الجهات المختصة، مشفوعة بتوصياته.
- ينظر المجلس في جميع حالات انتهاك حقوق الإنسان، إما تلقائيا أو بناء على شكاية ممكن يعنيهم الأمر أو بتوكيل منهم. وتتم دراسة الشكايات ومعالجتها وتتبع مسارها وإخبار المعنيين بالأمر بمآلها؛
- زيارة أماكن الإعتقال والمؤسسات السجنية، ومراقبة أحوال السجناء ومعاملتهم، وكذا مراكز حماية الطفولة وإعادة الإدماج، ومؤسسات الرعاية الإجتماعية، والمؤسسات الاستشفائية الخاصة بمعالجة الأمراض العقلية والنفسية، وأماكن الاحتفاظ بالأجانب في وضعية غير قانونية.

التدخل بكيفية عاجلة كلما تعلق الأمر بحالة من حالات التوتر قد تفضي إلى وقوع انتهاك حق من حقوق الإنسان بصفة فردية أو جماعية، وذلك ببذل كل مساعي الوساطة والصلح التي يراها مناسبة بتنسيق مع السلطات العمومية المعنية.
دليل خاص بزيارة أماكن الاحتجاز:
قام المجلس بإعداد دليل خاص بزيارة أماكن الاحتجاز يتوحى تسهيل الزيارات التي يقوم بها إلى أماكن الاحتجاز من منطلق مهامه واختصاصاته ومبادئ باريس المنظمة لعمله. يهدف الدليل إلى تحسين جودة زيارة أماكن الاحتجاز والتحسيس بدور المجلس في هذا المجال، كما يتناول المعايير الدولية المتصلة بالاحتجاز ومعاملة المحتجزين، بالإضافة إلى ذلك يضع خطوطا توجيهية بشأن إجراء الزيارات لأماكن الاحتجاز وتحديد منهجيتها وكيفية تنفيذ مراحله.
في متابعة أوضاع الأشخاص في وضعية إعاقة:
يعمل المجلس على:
- الاهتمام بأوضاع ذوي الاحتياجات الخاصة، من خلال ما يرد عليه من شكايات وما تتضمنه التقارير الصادرة عن مختلف الفاعلين في المجتمع المدني.
- متابعته لإعمال اتفاقية حقوق الأشخاص في وضعية إعاقة والبروتوكول الملحق بها، وكذا المبادرات الوطنية المتخذة من أجل حماية حقوق الأشخاص المعاقين بالمغرب مقارنة مع المقتضيات المعيارية للاتفاقية، واقتراح التوصيات المناسبة في هذا المجال، وذلك على ضوء مصادقة المغرب على الاتفاقية في 8 أبريل 2009 في أعقاب الرسالة الملكية الموجهة إلى المجلس الوطي لحقوق الإنسان بتاريخ 10 دجنبر 2008 بمناسبة الاحتفال بالذكرى الستين للإعلان العالمي لحقوق الإنسان.

## أعضاء المجلس
يتم اختيار الأعضاء من طرف‘:
- الملك
- رئيس الحكومة
- رئيس مجلس النواب
- رئيس مجلس المستشارين
- رؤساء اللجان الجهوية لحقوق الإنسان
- العضو الممثل لمؤسسة الوسيط
- العضو الممثل لمجلس الجالية المغربية بالخارج
- الأعضاء المقترحون من طرف المجلس الأعلى للسلطة القضائية
- الأعضاء المقترحون من طرف المجلس العلمي الأعلى

## الرؤساء
| الإسم         | تاريخ التعيين | تاريخ انتهاء الولاية |
| ------------- | ------------- | -------------------- |
| إدريس اليزمي‘ | مارس 2011     |                      |
| أمينة بوعياش’ | 6 ديسمبر 2018 |                      |

## أنشطة
2012
- المجلس الوطني لحقوق الإنسان ينظم ندوة دولية حول "حقوق الإنسان كحقوق كونية وغير قابلة للتجزيء".[18]

2013
- السيد ادريس اليزمي يقدم إنجازات المغرب في حقوق الانسان[19]

2020
- بلاغ حول استقبال رئيسة المجلس الوطني لحقوق الإنسان يوم الأربعاء 22 يوليوز 2020.[20]

2023
- الهيئة الوطنية لحقوق الإنسان تزور المجلس الوطني لحقوق الإنسان في المغرب.[21]
- المجلس الوطني لحقوق الإنسان والمديرية العامة للأمن الوطني يواصلان تفعيل شراكتهما في مجال التدريب وتوطيد احترام حقوق الإنسان في الوظيفة الأمنية.[22]
- "الراحل أحمد حرزني رمز من رموز النضال وواحد من أعمدة العمل الحقوقي بالمغرب والعدالة الانتقالية"، السيدة آمنة بوعياش[23]
- إطلاق برنامج "ART LAB MAROC" حول الادماج الاجتماعي للأشخاص في وضعية إعاقة بشراكة مع المجلس الوطني لحقوق الإنسان.[24]

## معرض

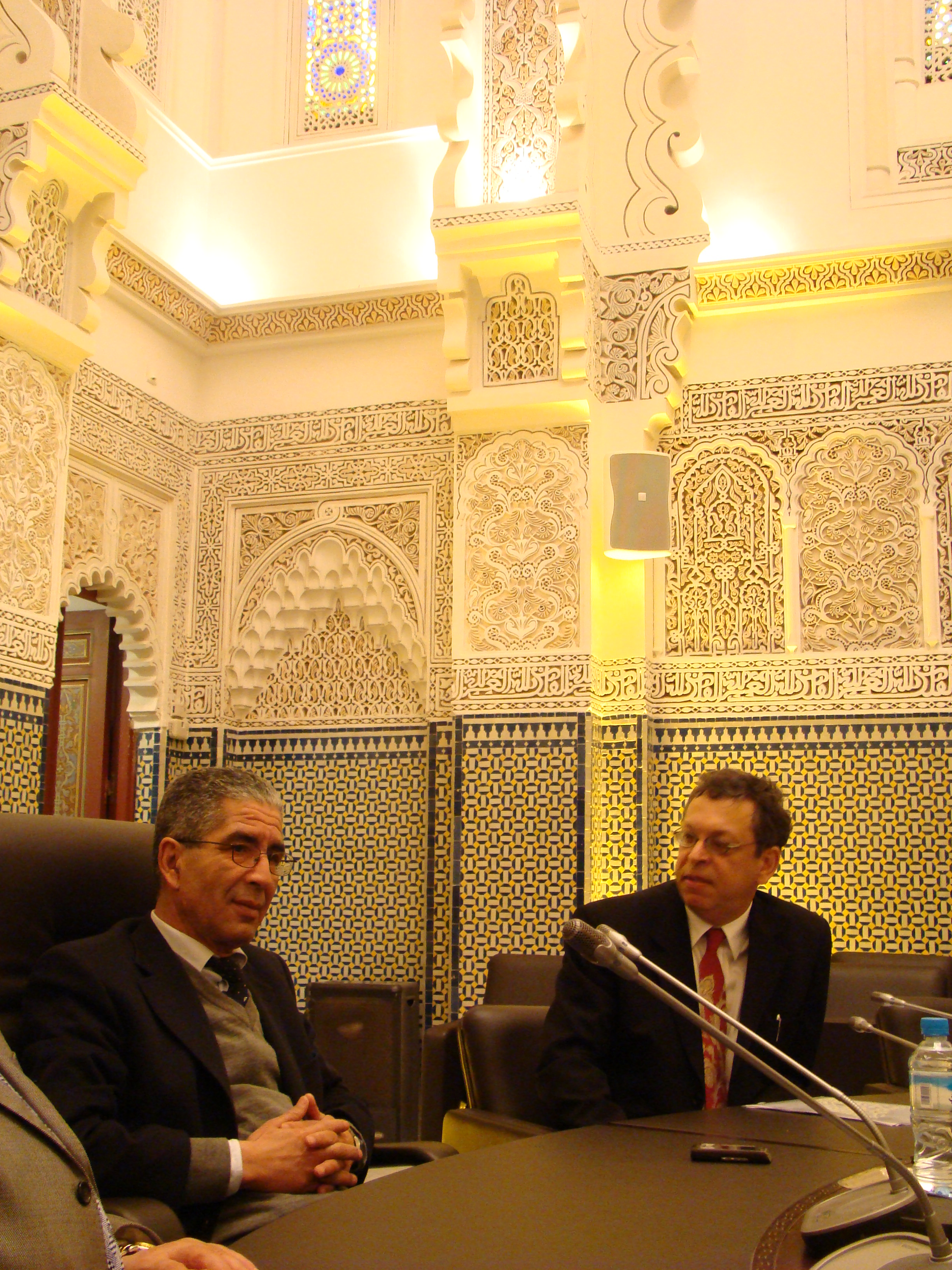
سعد السويسي في لقاء مع أحمد حرزني
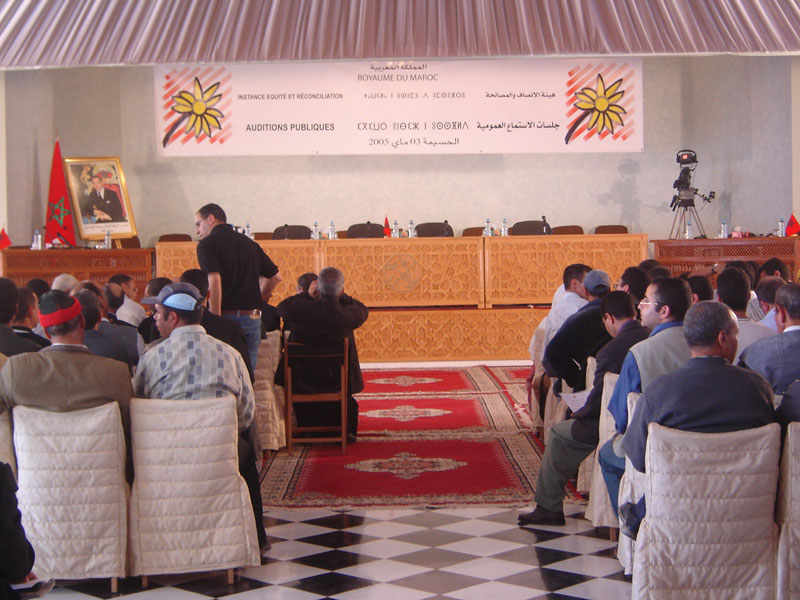
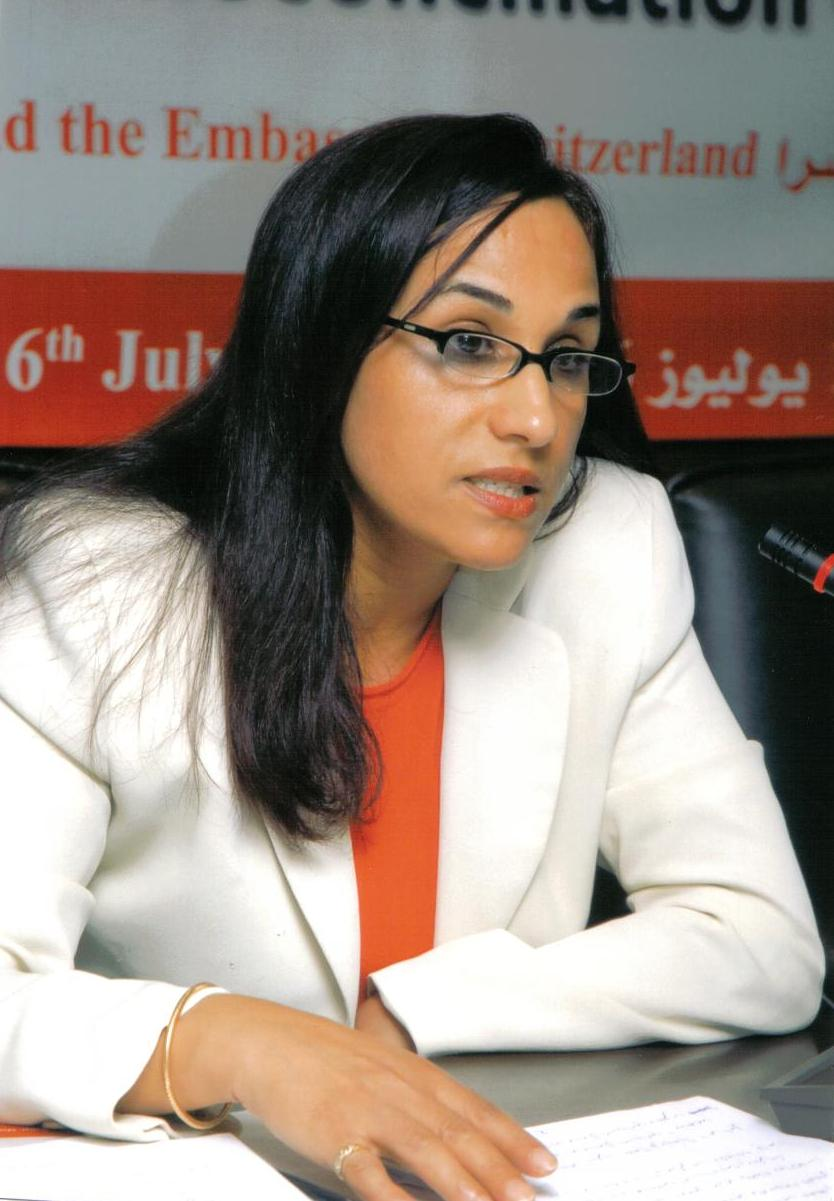
أمينة بوعياش
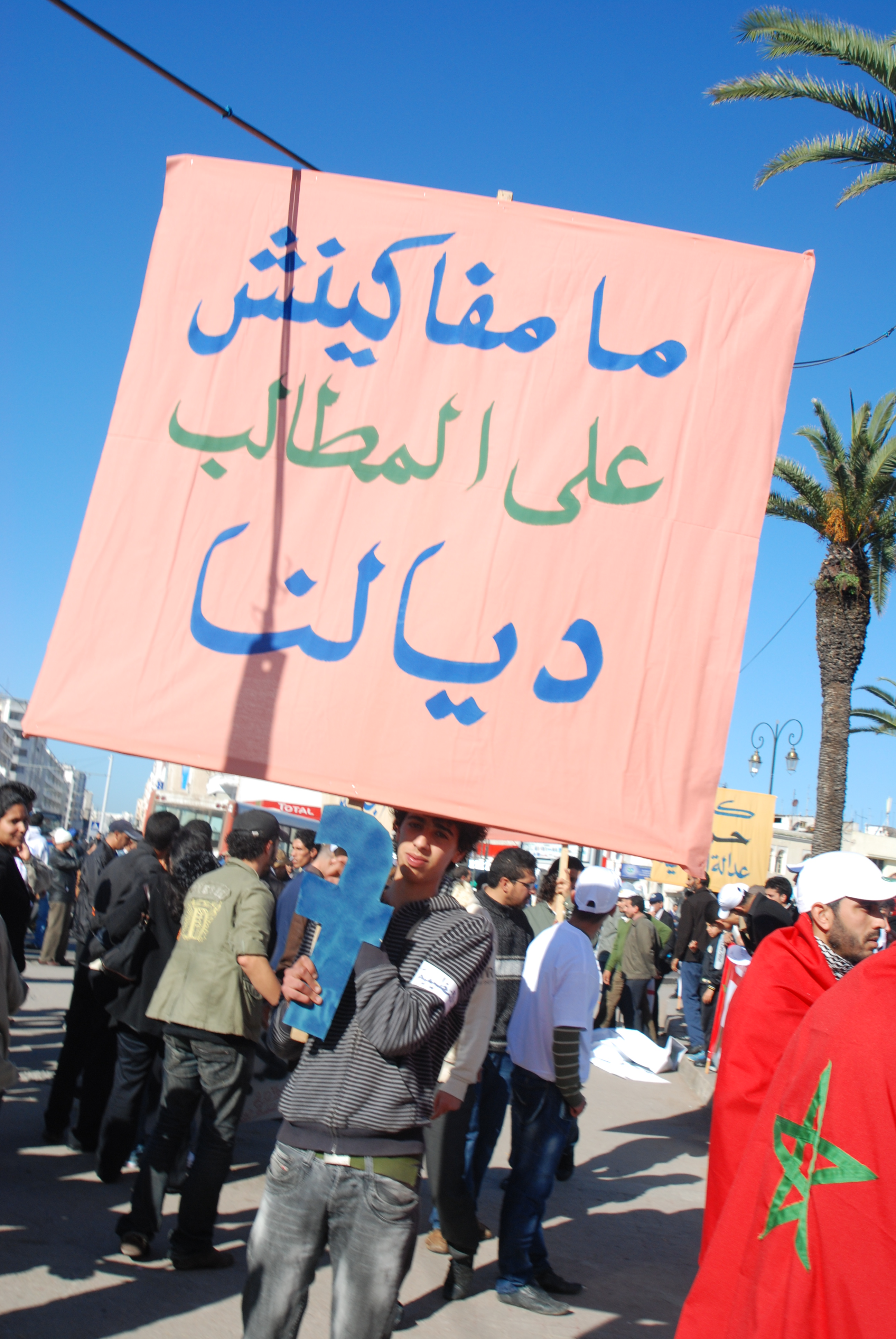
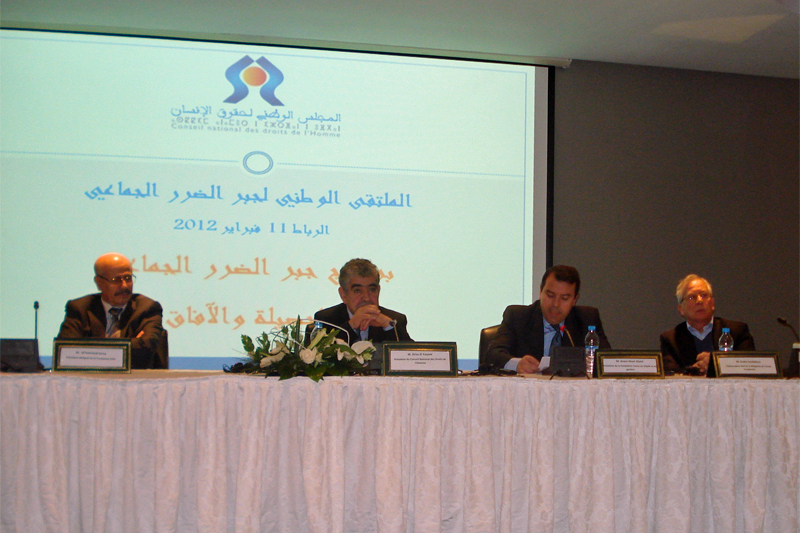
الملتقى الوطني لجبر الضرر الجماعي 2012

## وصلات خارجية
- الموقع الرسمي للمجلس الاستشاري لحقوق الإنسان (بالعربية) (بالفرنسية)